# Giuseppe Ardito
Giuseppe Ardito (Chieti, 13 ottobre 1938 – Roma, 20 ottobre 2009) è stato un militare italiano, già comandante delle forze operative terrestri dell'Esercito Italiano.

## Biografia
Nel 1953 è stato ammesso alla scuola militare Nunziatella. Ha poi frequentato l'accademia militare di Modena, dove è uscito sottotenente dell'esercito. Nel 1979 è comandante 21º Gruppo artiglieria da campagna "Romagna" della Brigata meccanizzata "Trieste" fino al 1980, dal 1983 al 1984 è stato Vice Comandante della Brigata meccanizzata "Legnano", dal 1984 al 1987 è stato Addetto militare presso l'Ambasciata d'Italia a Bonn e ha comandato la Brigata motorizzata "Cremona" dal 1987 al 1989. Dall'ottobre 1990 al dicembre 1993 è stato Capo del II Reparto dello Stato maggiore dell'Esercito italiano, e dal dicembre 1993 al gennaio 1996 è stato comandante dell'Artiglieria contraerei dell'Esercito, e quindi Direttore generale degli armamenti terrestri.
Tenente generale, il 25 aprile 1997 viene nominato al vertice del Comando delle forze terrestri alleate del Sud Europa e in ottobre anche comandante delle forze operative terrestri dell'esercito. Ha lasciato entrambi i comandi il 13 ottobre 2001, per raggiunti limiti di età. 

### Controversie giudiziarie
Venne processato nel 2000 dal tribunale militare di Verona dopo essere stato rinviato a giudizio con l'accusa di minaccia ad inferiore, ingiuria ad inferiore aggravata e diffamazione continuata e pluriaggravata, su denuncia della Procura Militare di Verona a seguito di testimonianze rese da persone informate sui fatti. Dopo un'ordinanza della Corte costituzionale per problematiche sorte in merito alla composizione del collegio giudicante, il processo riprende il 26 ottobre 2001, quando già Ardito aveva lasciato l'Esercito. L'esito del processo ha visto il Generale Ardito assolto dai reati di minaccia ad inferiore, ingiuria ad inferiore aggravata e diffamazione perché "i fatti non sussistono" e "persona non punibile ai sensi dell'art. 51 del C.P." (come da sentenza del 6 novembre 2001).